# Dixeia dixeyi
Dixeia dixeyi é uma borboleta da família Pieridae. Pode ser encontrada no oeste da Tanzânia, Uganda, República Democrática do Congo, sul do Sudão e sudoeste da Etiópia. O habitat consiste em florestas e bosques pesados.